# Страделино (Павија)
Страделино је насеље у Италији у округу Павија, региону Ломбардија.
Према процени из 2011. у насељу је живело 40 становника. Насеље се налази на надморској висини од 70 м.